# Радама I
Радама I Великий (около 1793 года — 1828 год, Антананариву, Мадагаскар) — первый король Мадагаскара, объединивший остров в единое государство.

## Биография
В 1810 году Радама I наследовал после своего отца Андрианампуанимерина небольшое королевство народа Имерина, находившееся в центре острова вокруг города Антананариву. Сразу же после коронации, в возрасте 17 лет, чтобы сохранить своё царствующее положение, участвовал в подавлении восстания.
Радама I умело играл с конкурировавшими между собой за влияние на острове Великобританией и Францией. Франция была ослаблена потерей Маврикия и Реюньона в 1810 году и пыталась обосноваться на Мадагаскаре, чтобы создать там свой основной перевалочный плацдарм для дальнейшей колонизации в Азии. Великобритания препятствовала закреплению Франции на Мадагаскаре, который также имел важное значение для колонизации Индии. Радама I выбрал Великобританию и заключил с нею договор, который в 1817 году был скреплён кровью между Радамой I и английским посланником капитаном Ле Саджом.
Согласно договору Радама I положил конец торговле рабами на Мадагаскаре. В Антананариву обосновались представители Великобритании. Радама I предоставил англиканским миссионерам проповедовать христианство на острове, при этом препятствовал представителям Римско-Католической церкви распространять католицизм. Радама I разрешил Лондонскому миссионерскому обществу строить школы и церкви. Лондонское миссионерское общество построило в Антананариву типографию и приспособило латинский алфавит для малагасийского языка, который ранее использовал малагасийско-арабский вариант письменности.
Сотрудничество с англичанами Радама I использовал, чтобы объединить весь Мадагаскар под своей властью. Расширяя границы своего королевства, он в первую очередь захватил южную часть острова, где проживал народ бецилеу. Следующим этапом его захвата стала западная часть острова, где проживал народ сакалава, куда он отправился с войском в 35 000 человек.
После объединения всего Мадагаскара под своей единоличной властью Радама I получил титул «король Мадагаскара», что стало причиной протестов в 1823 году со стороны Франции. В ответ на это Радама I захватил французскую крепость Форт-Дофен в южной части острова, тем самым подтвердив решительность своих намерений.
Радама I умер в 1828 году, по некоторым данным из-за алкоголизма (перерезал себе горло во время приступа белой горячки) или болезни. Радама I имел 12 жён, одной из которых была его приёмная сестра, ставшая в результате интриг и борьбы за власть королевой Ранавалуной I.

## Источник
- Keith Laidler. Female Caligula. Ranavalona, The Mad Queen of Madagascar. Chapter 5. Wiley. ISBN 978-0-470-02223-8.